# Bihucourt
Bihucourt é uma comuna francesa na região administrativa de Altos da França, no departamento de Pas-de-Calais. Estende-se por uma área de 4,67 km². Em 2010 a comuna tinha 348 habitantes (densidade: 74,5 hab./km²).